# 弗朗茨·凯勒
弗朗茨·凯勒（德語：Franz Keller，1945年1月19日—），德国男子北欧两项、跳台滑雪运动员。他曾代表西德参加1968年和1972年冬季奥林匹克运动会，其中在1968年冬季奥运会获得一枚金牌。